# 杨成规
杨成规，渤海国官员，杨氏。
大玄錫在位时，杨成规历任政堂省左允、慰军上镇将军。唐懿宗咸通十二年（日本貞觀十三年、871年）冬，奉大玄錫之命出使日本，任大使，同行百余人。十二月，至加贺登陆。唐咸通十三年（日本貞觀十四年、872年）五月，进入平安京，居鸿胪馆。当时平安京流行咳疾，患者多死，流言由渤海使戾气所致，于是未得觐见清和天皇。天皇授任他为从三位。曾与内藏寮及诸市人交易。杨成规擅长辞翰，与都良香等文士赋诗唱和。